# Gilles Guérithault
Gilles Guérithault, né le 30 novembre 1918 à Tours et mort le 23 octobre 2017 au Chesnay, est un journaliste et écrivain français. Il est surtout connu pour avoir cofondé, avec Jean-Marie Balestre, le magazine L'Auto-Journal en 1950, dont il a été le rédacteur en chef et l'éditorialiste jusqu'en 1990.

## Biographie

### Jeunesse et débuts
Né à Tours en 1918, Gilles Guérithault se passionne tôt pour l'automobile et le journalisme. Après la Seconde Guerre mondiale, il entame sa carrière au quotidien Combat, où il tient la rubrique automobile, se faisant remarquer par son style incisif et son expertise technique. Parallèlement, il travaille pour l'Agence France-Presse, rédigeant des comptes-rendus des débats de l'Assemblée nationale. En 1948, il occupe brièvement le poste d'attaché parlementaire auprès de François Mitterrand, alors député.

### Fondation deL'Auto-Journal
En 1949, Guérithault s'associe à Robert Hersant et Jean-Marie Balestre pour créer L'Auto-Journal, un magazine dédié à l'automobile qui ambitionne de s'adresser directement aux passionnés et aux conducteurs. Le premier numéro paraît le 15 janvier 1950. Guérithault y signe la chronique emblématique « Sans fard, ni code », dans laquelle il défend les intérêts des automobilistes avec un ton libre et critique, souvent en s'opposant aux réglementations jugées excessives ou aux pratiques de l'industrie automobile.
Sous sa direction, L'Auto-Journal se distingue par son audace et son indépendance éditoriale. Le 1er avril 1952, le magazine réalise un coup d'éclat en publiant, trois ans avant sa sortie officielle, les plans d'un prototype de la Citroën DS, révélant au public les innovations de cette voiture révolutionnaire. Ce scoop, orchestré par Guérithault, marque un tournant dans l'histoire du journal et consolide sa réputation.

### Carrière et influence
Directeur de la rédaction de L'Auto-Journal jusqu'en 1990, Gilles Guérithault impose un style journalistique qui mêle rigueur technique, passion pour l'automobile et engagement en faveur des automobilistes. Il quitte le magazine en 1995, après quarante-cinq ans d'une carrière qui a profondément marqué le journalisme automobile français. Son influence s'étend également à travers ses ouvrages, où il partage son amour de l'automobile et son expertise, notamment dans Vive l'auto ! (1980) et La Grande aventure de la 205 (1987).

### Vie personnelle et décès
Gilles Guérithault s'éteint le 23 octobre 2017 au Chesnay, à l'âge de 98 ans. Sa disparition est saluée par la presse automobile, qui rend hommage à son rôle de pionnier et à son engagement pour la défense des conducteurs.

## Publications
- Les Aventures de M. Plure, Horay, 1958
- Guide pratique de l'automobile, Arthaud, 1964
- Joies de l'automobile, Hachette, 1970
- Vive l'auto !, Grasset, 1980
- La Grande aventure de la 205, Larousse, 1987